# ユーフラテス (グループ)
ユーフラテス有限会社（ユーフラテスゆうげんがいしゃ、EUPHRATES ltd.）は、慶應義塾大学の佐藤雅彦研究室の卒業生からなるクリエイティブグループ、ならびに企業。本拠地は東京都中央区築地。
NHK教育のテレビ番組「ピタゴラスイッチ」「Eテレ0655&2355」の企画に携わっていることで知られる。

## メンバー
- 貝塚智子
- 佐藤匡
- うえ田みお
- 山本晃士ロバート
- 米本弘史
- 石川将也（TOPICS研究員）

## 活動

### テレビ番組関連
- テレビ番組「ピタゴラスイッチ」制作[2][4][3]
「ピタゴラ装置」をはじめとする番組のコーナーの企画や「フレーミー」「10本アニメ」などのスタッフを務める[3]。
  - 「ピタゴラスイッチ」携帯サイトの制作
  - ピタゴラブック(1)ぴったりはまるの本（2006年10月 ポプラ社 ISBN 9784591094709）
  - ピタゴラブック(2)フレーミーとそうじき（2006年11月 ポプラ社 ISBN 9784591094945）
  - ピタゴラ装置DVDブック(1)（2006年12月 ISBN 978-4-09-480311-2 (=小学館扱) 、DVD規格品番:PCBE-52408 (=ポニーキャニオン扱)。
  - ピタゴラ装置DVDブック[2]（2007年4月 ISBN 978-4-09-480312-9 (=小学館扱) 、DVD規格品番:PCBE-52422 (=ポニーキャニオン扱)。
- テレビ番組「Eテレ0655&2355」制作[3][4]
- テレビ番組「考えるカラス〜科学の考え方〜」制作[3]

### PV制作
- 栗コーダーカルテット「おじいさんの11ヶ月」（アルバム「笛社会」にCD EXTRA形式で収録）
- 真心ブラザーズ「きみとぼく」（34thシングル）
- 真心ブラザーズ「All I want to say to you」（35thシングル）

### その他
- 朝日小学生新聞「（あたまが）コんガらガっち劇場」（4コマ漫画[3]）
- 「コんガらガっち」サイコロキャラメル（明治製菓[3]）
- かがくのとも（福音館書店）「中をそうぞうしてみよ」「なにかがいる」「このあいだに なにがあった?」
- 進研ゼミ高校講座「受験チャレンジ」2009年度版表紙デザイン
- iPhoneアプリ「arrow to ggg」制作（期間限定配信）